# 列昂纳多·夏夏
列昂纳多·夏夏（義大利語：Leonardo Sciascia，1921年1月8日—1989年11月20日），意大利作家、政治家。因对政治腐败和独断权力的形而上学的考察而知名。夏夏就就读于卡尔塔尼塞塔的马吉斯特拉莱学院，多年任文职或教员，1968年退休后专门从事写作。他的政治生涯开始于1976年，当时他是巴勒莫市参议会的一名共产党议员。以后他又成为意大利议会的一名激进党议员。第一部著作作为讽刺法西斯主义的《独裁的预言》（1950）。早期还写过两本诗集。他的第一部有分量的小说《撒在伤口上的盐》（1956），记录了一个西西里小城的历史以及政治对其居民生活的影响。在《西西里的大伯大叔们》（1958）的四篇短篇小说中进一步考察了他所谓的“西西里习气”。虽说西西里生活和心态一直是他写作的主要题材，但到1961年出版了刻画黑手党的《猫头鹰的日子》之后才发现自己真正擅长的是神秘小说。于是他接着写了许多神秘小说，其中有《一个人的幸福》（1966）、《旗鼓相当》（1971）和《想方设法》（1974）。此外，他还写作历史分析文章、剧本、短篇小说和论述西西里和其他题目的文章，并为塞拉里奥出版社编辑一套丛书，专收西西里作家所写的罕见和未曾出版的作品。